# Geai des volcans
Aphelocoma ultramarina
Espèce
Statut de conservation UICN

 LC  : Préoccupation mineure
Répartition géographique
Le Geai des volcans (Aphelocoma ultramarina) est une espèce de passereaux de la famille des Corvidae. Cette espèce était auparavant nommée Geai du Mexique par le CINFO, mais ce nom normalisé est désormais attribué à une de ses anciennes sous-espèces : Aphelocoma wollweberi.

## Description

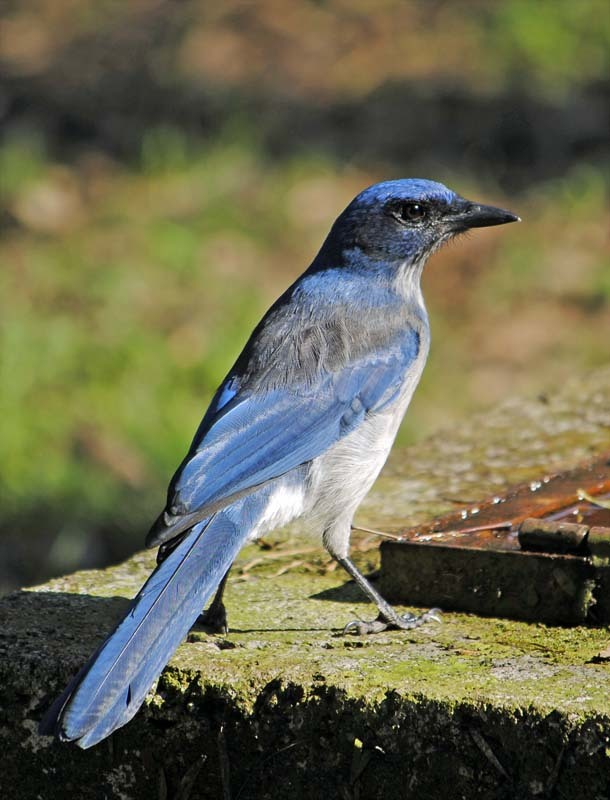
Geai des volcans

Il ressemble beaucoup au Geai du Mexique (A. wollweberi) mais est légèrement plus grand, d'un bleu plus profond et plus strié sur la gorge.

## Répartition et habitat
Il habite la forêt de montagne de la cordillère néovolcanique. 

## Sous-espèces
Le Congrès ornithologique international, dans sa classification de référence (version 2.9, 2011), considère la sous-espèce A. u. wollweberi comme une espèce à part entière (Aphelocoma wollweberi), suivant en cela les travaux de McCormack et al 2008 et l'Union américaine d'ornithologie.
- Aphelocoma ultramarina colimae Nelson 1899 — nord-ouest du Jalisco et du Colima
- Aphelocoma ultramarina ultramarina (Bonaparte) 1825 — Jalisco,  Michoacán, Puebla et ouest de Veracruz.